# Abduálla Szultán
Abduálla Szultán (arabul: عبد الله علي سلطان) (1963. október 1. – ) emirátusi válogatott labdarúgó.

## Pályafutása

### Klubcsapatban
Az Al Khaleej Club csapatában játszott.

### A válogatottban
1985 és 1990 között szerepelt az Egyesült Arab Emírségek válogatottjában. Részt vett az 1984-es és az 1988-as Ázsia-kupán, illetve az 1990-es világbajnokságon, ahol a Kolumbia, és a Jugoszlávia  elleni csoportmérkőzéseken csereként lépett pályára. Az NSZK ellen nem kapott lehetőséget. 